# Hesperia (Kalifornia)

Położenie Hesperia w hrabstwie San Bernardino

Hesperia – miasto w Stanach Zjednoczonych położone w południowo-zachodniej części hrabstwa San Bernardino w Kalifornii. Liczba mieszkańców 62 585 (2000). Szacowana liczna ludności na rok 2006 – ok. 80 000.

## Położenie
Hesperia położona jest na pustyni Mojave. Znajduje się ok. 120 km na północny wschód od Los Angeles i ok. 50 km na północ od stolicy hrabstwa San Bernardino. Obok miasta przepływa rzeka Mojave, przez Hesperię przebiega także akwedukt kalifornijski – California Aqueduct.

## Historia
Pierwotnie tereny miasta znajdowały się w granicach Rancho San Felipe, Las Flores y el Paso del Cajon. W 1891 roku przy linii kolejowej powstała osada, noszącą nazwę od Hesperusa, greckiego boga zachodu. Prawa miejskie od 1988 roku.